# Премия имени А. А. Баева
Премия имени А. А. Баева — премия, присуждаемая Российской академией наук за выдающиеся работы в области геномики и геноинформатики.

Премия названа в честь советского биохимика А. А. Баева.

## Лауреаты премии
- 1997 — кандидат физико-математических наук Михаил Абрамович Ройтберг.
- 2000 — доктор биологических наук Эльза Камилевна Хуснутдинова, за изучение уральского генофонда и этногенеза башкир[1].
- 2004 — доктора биологических наук Е. Д. Бадаева, А. В. Зеленин, кандидат биологических наук О. В. Муравенко — за цикл работ «Геномно-хромосомный анализ высших организмов»
- 2007 — доктора биологических наук М. С. Гельфанд и А. А. Миронов — за цикл работ «Компьютерная сравнительная геномика»
- 2010 — кандидаты биологических наук О. Р. Бородулина и Н. С. Васецкий, доктор биологических наук Д. А. Крамеров — за цикл работ «Короткие ретропозоны млекопитающих»
- 2013 — доктор биологических наук А. В. Белявский и член-корреспондент РАН В. Л. Карпов — за цикл работ «Нуклеопротеидная организация генома»
- 2016 — академик М. П. Кирпичников — за цикл работ «Рекомбинантные белки как современный инструмент для структурной биологии, биофизики и молекулярной биологии»
- 2019 — академик К. Г. Скрябин — за цикл работ «Высокопроизводительное секвенирование в геномных исследованиях: от микроорганизмов до человека»
- 2022 — член-корреспондент РАН С. В. Разин, доктор биологических наук А. А. Гаврилов, кандидат биологических наук С. В. Ульянов — за цикл работ «3D-геномика»